# Ben Townley
Ben Townley   (Taupo, 12 de desembre de 1984) és un pilot de motocròs neozelandès, Campió del Món de MX2 amb KTM el 2004.
A 1 de gener de 2009

## Trajectòria esportiva
Un cop aconseguits diversos Campionats nacionals a la seva Nova Zelanda natal, Townley es traslladà a Europa i començà a competir al Mundial de 125cc, pilotant per a l'equip alemany de Suzuki PHASE el 2001, però degut a certs problemes abandonà l'equip cap a final de temporada i entrà a l'equip Vangani Racing. El 2002, aquest equip començà a ser anomenat "Dream Team", ja que tant ell com els seus companys Tyla Rattray i Tanel Leok, tots per sota dels 20 anys, assolien un lloc entre els 10 primers Gran Premi rere Gran Premi. Townley encetà aquella temporada amb un segon lloc al GP de Valkenswaard i, després d'uns quants podis més, assolí la seva primera victòria en Gran Premi al de Suècia, celebrat a Uddevalla. Continuà el seu bon estat de forma a l'equip Champ de KTM el 2003, essent ja un dels màxims aspirants al títol mundial.
El 2004, pilotant el prototipus KTM 250-SXF quatre temps, guanyà el seu títol de Campió del Món davant els seus companys d'equip: el futur campió Antonio Cairoli, Tyla Rattray i Marc DeReuver. Aquell any, Townley havia assolit un nou nivell de velocitat i resistència, guanyant gairebé cada cursa quan el seu prototipus no fallava. El 2005 canvià a la categoria MX1 amb una KTM de 450cc. Guanyà diversos Grans Premis aquella mateixa temporada de debut, esdevenint un seriós aspirant al títol cap a final de temporada. Finalment, acabà el tercer rere Stefan Everts i un altre neozelandès, Josh Coppins.
Townley i Coppins representaren el seu país al Motocross des Nations del 2005 a Ernée, França. Fou allí que Townley s'enfrontà per primer cop als pilots nord-americans que habitualment només corren al seu país. Townley estigué superb, essent més ràpid que Kevin Windham, Mickaël Pichon i Stefan Everts, i fou derrotat només pel Campió dels EUA Ricky Carmichael, qui és àmpliament considerat el pilot més ràpid del món. A partir d'aleshores, Townley se n'anà als EUA i s'establí prop de casa d'en Carmichael, a Tallahassee (Florida), ingressant a l'equip Monster Energy/Pro Circuit pilotant una Kawasaki KX250F als Campionats AMA de motocròs i Supercross, en categoria Lites.
El 2006 patí una seriosa lesió de genoll mentre es preparava per al Campionat de Supercross Lites East, perdent-se la major part de la temporada. Un cop recuperat, tornà al Campionat de Supercross el 2007, guanyant-ne el títol Lites East per davant del debutant Ryan Dungey i Ryan Morias. Pel que fa al Campionat de motocròs, Townley i el seu company d'equip Ryan Villopoto estigueren molt igualats durant tota la temporada, acabant Townley finalment darrere de Villopoto, a molt pocs punts de distància. De cara al 2008 signà amb l'equip d'Honda Red Bull Racing, pilotant l'Honda CR250F al Campionat de Supercross i la CR450F al de Motocròs. A causa de la seva fractura de peu mentre s'entrenava per al Campionat 2008 Monster Energy AMA East Coast Supercross Lites, no pogué competir-hi i perdé la seva plaça en favor del francès Benjamin Coisey, qui ocupà el seu lloc temporalment a l'equip Red Bull Honda.

## Palmarès al Campionat del Món de Motocròs
| Any  | Motocicleta | 250cc | 125cc |
| ---- | ----------- | ----- | ----- |
| 2001 | KTM         | -     | 33è   |
| 2002 | KTM         | -     | 6è    |
|      |             | Mx GP |       |
| 2003 | KTM         | -     | 11è   |
|      |             | MX1   | MX2   |
| 2004 | KTM         | -     | 1r    |
| 2005 | KTM         | 3r    | -     |

### Resultats per Gran Premi
(Llegenda)
| Any Campionat | Rda 1 | Rda 2 | Rda 3 | Rda 4 | Rda 5 | Rda 6 | Rda 7 | Rda 8 | Rda 9 | Rda 10 | Rda 11 | Rda 12 | Rda 13 | Rda 14 | Rda 15 | Rda 16 | Rda 17 | Posició mitjana | % Podis | Posició |
| ------------- | ----- | ----- | ----- | ----- | ----- | ----- | ----- | ----- | ----- | ------ | ------ | ------ | ------ | ------ | ------ | ------ | ------ | --------------- | ------- | ------- |
| 2004 MX2      | 6     | 1     | 1     | 8     | 1     | 1     | 7     | 5     | 7     | 1      | 1      | 5      | 5      | 1      | 1      | -      | -      | 3,40            | 53%     | 1r      |
| 2005 MX1      | 4     | 1     | 21    | 3     | 8     | 10    | 3     | 1     | 1     | 2      | 10     | 9      | 4      | 6      | 1      | 3      | 2      | 5,23            | 53%     | 3r      |

## Resultats per any als campionats AMA
(Llegenda)
| Any Campionat | Rda 1 | Rda 2 | Rda 3 | Rda 4 | Rda 5 | Rda 6 | Rda 7 | Rda 8 | Rda 9 | Rda 10 | Rda 11 | Rda 12 | Rda 13 | Rda 14 | Rda 15 | Rda 16 | Rda 17 | Posició mitjana | % Podis | Posició |
| ------------- | ----- | ----- | ----- | ----- | ----- | ----- | ----- | ----- | ----- | ------ | ------ | ------ | ------ | ------ | ------ | ------ | ------ | --------------- | ------- | ------- |
| 2007 SX-E     | -     | -     | -     | -     | -     | -     | -     | 22    | 1     | 1      | 7      | 2      | 1      | 2      | -      | 22     | -      | 7,25            | 63%     | 1r      |
| 2007 250 MX   | 1     | 3     | 1     | 2     | 2     | 1     | 1     | 1     | 2     | 2      | 3      | 1      | -      | -      | -      | -      | -      | 1,66            | 100%    | 2n      |